# Глухово (Окуловский район)
Глухово — деревня без постоянного населения в Окуловском муниципальном районе Новгородской области, относится к Боровёнковскому сельскому поселению.
Деревня расположена на северо-востоке района, неподалёку от административной границы с Любытинским муниципальным районом на берегу Кулаковки, в 24 км к северу или в 36 км по автомобильным дорогам от административного центра сельского поселения — посёлка Боровёнка. Расстояние до административного центра муниципального района — города Окуловка — 34 км на юг или 66 км по автомобильным дорогам.
| 2010 |
| ---- |
| 0    |

С юго-запада Глухово примыкает к деревне Висленев Остров.

## История
До 2005 года деревня относилась к Висленеостровскому сельсовету.

## Транспорт
Ближайшая железнодорожная станция расположена в Торбино. Через деревню проходит автомобильная дорога Висленев Остров — Любытино.